# Національний парк Ігуасу (Бразилія)
Націона́льний парк Ігуасу (порт. Parque Nacional do Iguaçu) — національний парк в Бразилії, розташований на крайньому заході штату Парана на кордоні з Парагваєм (за 17 км від міста Фос-ду-Ігуасу). Парк вкриває площу у 185 262 га та містить один з найвідоміших водоспадів світу, водоспад Ігуасу.
Парк є однією з небагатьох ділянок недоторканого атлантичного лісу, що колись вкриває 1,3 млн км² бразильської території, проте від якого залишилося лише близько 7,3 % колишньої площі. Бурхливий розвиток сільського господарства в регіоні фактично (з середини 1980-х років) залишив національний парк ізольованим острівцем дикої природи, разом із аргентинським національним парком, що лежить на другому березі річки Ігуасу (також відомий як Національний парк Ігуасу). Обидва парки проголошені об'єктами Світової спадщини ЮНЕСКО — в 1986 і 1984 роках відповідно. 
| Бразилія | Це незавершена стаття з географії Бразилії. Ви можете допомогти проєкту, виправивши або дописавши її. |